# Rinne Oost
Rinne Oost (Heerenveen, 7 september 1974) is een Nederlands wielrenner.
Oost die vanaf zijn geboorte slechthorend is kreeg op 22-jarige leeftijd te maken met een langzaam verergerend verlies van zijn zichtvermogen. Oost is vanaf jonge leeftijd al een actief sporter maar het langzame verlies van zijn zichtvermogen noopt hem te stoppen met een aantal sporten. Tijdens een revalidatie in een revalidatiecentrum voor blinden en slechtzienden komt Oost in aanraking met het tandemfietsen en sinds 2006 doet hij mee aan wedstrijden. In 2007 moest Oost tijdelijk stoppen met wielrennen vanwege een slepende blessure maar in 2009 kon hij weer op de fiets stappen. Eind 2009 meldt hij zich bij de nationale selectie. Eerst met voorrijders Jorg van Oostende en Timo Fransen en tegenwoordig is Patrick Bos de vaste voorrijder van Oost. In 2012 kwalificeerde Oost zich tijdens het WK baanwielrennen in Los Angeles voor de Paralympische Zomerspelen 2012 in Londen.

## Belangrijkste resultaten

### Paralympische Spelen
| Evenement   | Resultaat | Onderdeel   | Voorrijder  |
| ----------- | --------- | ----------- | ----------- |
| Londen 2012 | brons     | 1km tijdrit | Patrick Bos |

### Wereld Kampioenschappen
| Evenement        | Resultaat | Onderdeel   | Voorrijder  |
| ---------------- | --------- | ----------- | ----------- |
| Los angeles 2012 | zilver    | Sprint      | Patrick Bos |
| Los angeles 2012 | brons     | 1km tijdrit | Patrick Bos |

### Nederlandse Kampioenschappen
| Evenement        | Resultaat | Onderdeel |
| ---------------- | --------- | --------- |
| Bornerbroek 2012 | zilver    | tijdrit   |